# Giovanni Volta
Giovanni Volta (Gazoldo degli Ippoliti, 14 marzo 1928 – Mantova, 4 febbraio 2012) è stato un vescovo cattolico italiano.

## Biografia
Nacque a Gazoldo degli Ippoliti, in provincia e diocesi di Mantova, il 14 marzo 1928. Fu battezzato ivi il 19 marzo 1928. Era l'ottavo di nove figli.

### Formazione e ministero sacerdotale
Il 29 giugno 1952 fu ordinato presbitero dal vescovo Domenico Menna.
Fu alunno del Pontificio Seminario Lombardo dei santi Ambrogio e Carlo in Urbe e conseguì la laurea in Teologia presso la Pontificia Università Gregoriana nel 1957, discutendo una tesi sulla redenzione dalla morte nel pensiero di Agostino. La tesi fu poi rivista dall'autore e pubblicata postuma nel 2012 dalla casa editrice Città Nuova con il titolo "Timore e speranza. La redenzione dalla morte in Agostino".
Durante il Concilio Vaticano II e negli anni del post Concilio fu relatore a svariati convegni e autore di testi su riviste e pubblicazioni per favorire la diffusione e la ricezione dei documenti conciliari. Fu inoltre rettore del seminario diocesano di Mantova.
Nella sessione del 21-24 novembre 1977 del Consiglio permanente della Conferenza Episcopale Italiana fu scelto quale assistente ecclesiastico generale dell'Università Cattolica del Sacro Cuore di Milano; mantenne l'incarico fino alla nomina episcopale.

### Ministero episcopale

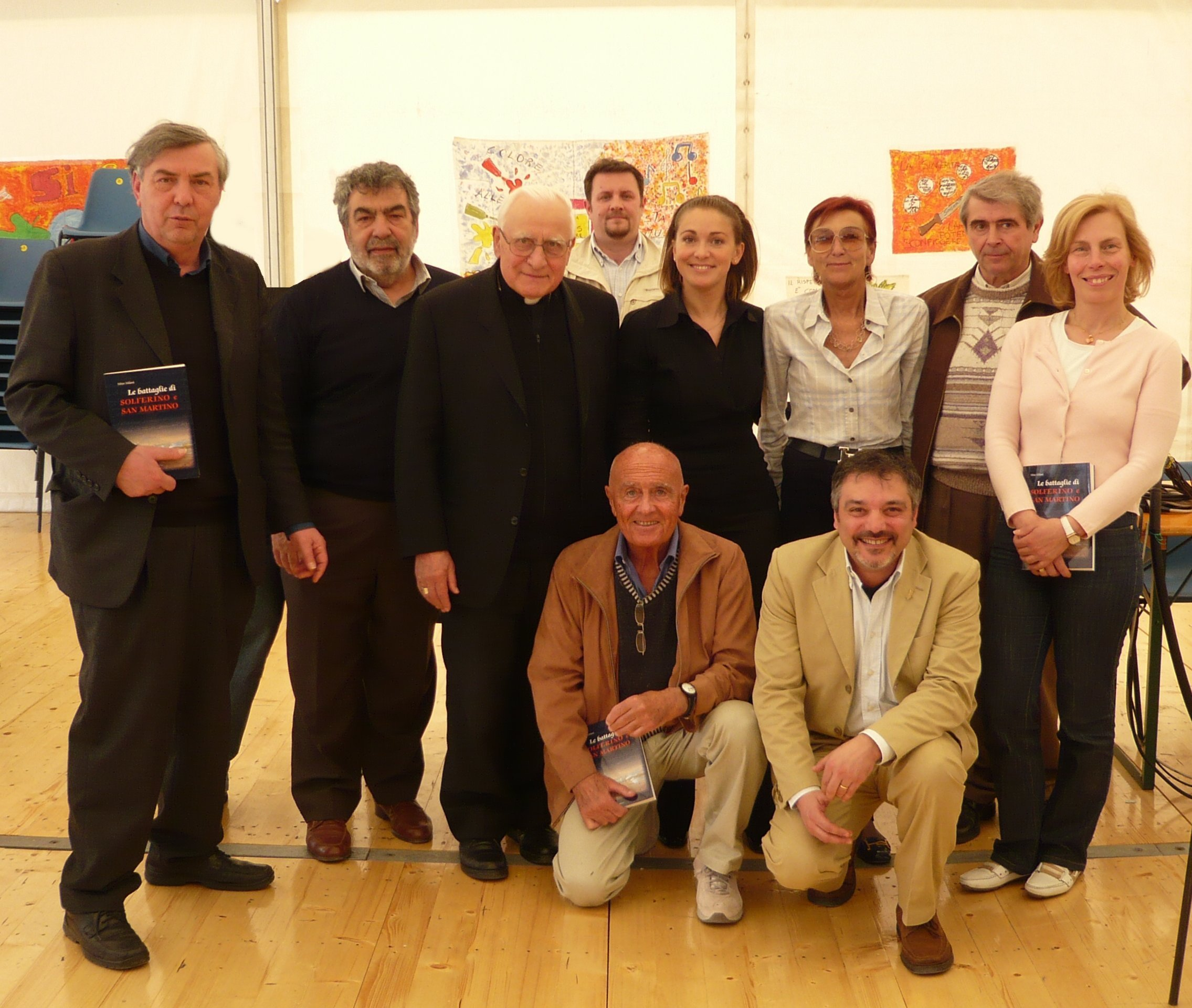
Mons. Volta (il 3º da sx) a Medole per un convegno sulla Battaglia di Solferino e San Martino, nel 2009.

Il 2 aprile 1986 papa Giovanni Paolo II lo nominò vescovo di Pavia; succedette ad Antonio Giuseppe Angioni, dimessosi per raggiunti limiti di età. Il 25 maggio seguente ricevette l'ordinazione episcopale, basilica di Sant'Andrea a Mantova, da Carlo Ferrari, vescovo di Mantova, co-consacranti Antonio Giuseppe Angioni, suo predecessore, e Giuseppe Amari, vescovo di Verona.
Prese possesso canonico della diocesi di Pavia il 7 giugno 1986, mentre fece il suo ingresso in diocesi il 15 giugno successivo.
L'11 febbraio 1992 riconobbe la Casa del Giovane, voluta da don Enzo Boschetti, come associazione privata di fedeli e ne approvò lo statuto.
Fece costruire una casa di accoglienza per i parenti che dovevano assistere i propri congiunti nei vari ospedali pavesi, la “Casa della Carità”, inaugurata nel 1996.
In qualità di presidente della Commissione ecclesiale Giustizia e pace della CEI coordinò la redazione del documento Educare alla legalità, approvato a Roma il 4 ottobre 1991. Questo documento, nato in Italia nel periodo di transizione tra prima e seconda repubblica nonché di tangentopoli, anticipò la stagione di mani pulite puntando anche il dito sullo scarso impegno di molti cattolici.
Nel 1994 indirizzò una lettera pastorale ai fedeli di Belgioioso, che pretendevano di poter eleggere il parroco in virtù di un antico diritto di patronato. Difese le prerogative vescovili, ma seppe mantenere un atteggiamento di ascolto e di dialogo.
Nel 1996 celebrò il VI centenario della Certosa di Pavia e in questa occasione papa Giovanni Paolo II gli indirizzò una lettera.
Durante il suo episcopato svolse due visite pastorali e indisse, a distanza di 76 anni dal precedente, il XX Sinodo diocesano (inaugurato il 9 aprile 1998 e concluso l'8 dicembre 2002).
Il 1º dicembre 2003 papa Giovanni Paolo II accolse la sua rinuncia, presentata per raggiunti limiti di età; gli succedette Giovanni Giudici, fino ad allora vescovo ausiliare di Milano. Rimase amministratore apostolico della diocesi fino all'ingresso del successore, avvenuto l'11 gennaio 2004.
Promosse la devozione verso san Riccardo Pampuri, scrivendo e diffondendo alcune preghiere.
Gravemente malato dal settembre 2011, si spense a Mantova il 4 febbraio 2012. I suoi resti vennero traslati nella cattedrale di Pavia il 7 settembre 2012.

## Genealogia episcopale
La genealogia episcopale è:
- Cardinale Scipione Rebiba
- Cardinale Giulio Antonio Santori
- Cardinale Girolamo Bernerio, O.P.
- Arcivescovo Galeazzo Sanvitale
- Cardinale Ludovico Ludovisi
- Cardinale Luigi Caetani
- Cardinale Ulderico Carpegna
- Cardinale Paluzzo Paluzzi Altieri degli Albertoni
- Papa Benedetto XIII
- Papa Benedetto XIV
- Cardinale Enrico Enriquez
- Arcivescovo Manuel Quintano Bonifaz
- Cardinale Buenaventura Córdoba Espinosa de la Cerda
- Cardinale Giuseppe Maria Doria Pamphilj
- Papa Pio VIII
- Papa Pio IX
- Cardinale Raffaele Monaco La Valletta
- Cardinale Francesco Satolli
- Arcivescovo Giacinto Gaggia
- Arcivescovo Egisto Domenico Melchiori
- Vescovo Carlo Ferrari
- Vescovo Giovanni Volta